# Hjalmars gäng
Hjalmars gäng, humoristisk dagspresserie, skapad under 1970-talet av Max Andersson innan han hittade sin idag så karakteristiska stil. "Hjalmars gäng" publicerades i dagstidningen Barometern.